# Voyage of Time
Voyage of Time es un documental estadounidense en IMAX, escrita y dirigida por Terrence Malick. La película es un examen del nacimiento y la muerte del universo conocido. Malick ha estado trabajando en la película durante más de cuarenta años y ha sido descrita por el propio Malick como «uno de sus grandes sueños».
La película fue estrenada en dos versiones, una versión en IMAX de cuarenta minutos de duración con Brad Pitt como narrador, y una versión en 35 milímetros que será narrada por Cate Blanchett. El largometraje fue seleccionado para competir por el León de Oro en el 73.er Festival Internacional de Cine de Venecia. La versión IMAX de la cinta tiene programado su estreno el 7 de octubre de 2016, por IMAX Corporation y Broad Green Pictures.

## Reparto
- Brad Pitt como el narrador (versión IMAX).[8]
- Cate Blanchett como la narradora (versión 35-milímetros).[8]